# Энтони, Джули
Джули Монкриф Лаш (англ. Julie Moncrief Lush), больше известная как Джули Энтони (англ. Julie Anthony; род. 24 августа 1949, Ламеру, Южная Австралия, Австралия) — австралийская певица. Запомнилась, среди прочего, исполнением национального гимна Австралии («Вперёд, прекрасная Австралия») на церемонии открытия Олимпийских игр в Сиднее в 2000 году.

## Награды
Джули Энтони является одной из самых титулованных австралийских певиц. В 1980 году она стала офицером Ордена Британской Империи, в 1989 году удостоена Ордена Австралии.
Получала премию за «Лучший женский вокал» 11 раз.